# Аді Готліб
Аді Готліб (івр. אדי_גוטליב, нар. 16 серпня 1992, Карміель) — ізраїльський футболіст, захисник клубу «Хапоель» (Акко).

## Клубна кар'єра
У дорослому футболі дебютував 2011 року виступами за команду клубу «Хапоель» (Акко), кольори якої захищає й донині.

## Виступи за збірну
З 2012 року залучався до складу молодіжної збірної Ізраїлю. У її складі 2013 року грав на домашньому молодіжному Євро. Всього на молодіжному рівні зіграв у 6 офіційних матчах.